# Vladimir Triandafillov
Vladimir Kiriakovitch Triandafillov (en russe : Владимир Кириакович Триандафиллов), né en 1894 et mort en 1931, est un officier général soviétique et un théoricien militaire.

## Biographie
La vie de Triandafillov est essentiellement connue grâce à la préface de la 3e édition (posthume) de son ouvrage majeur, Le caractère des opérations des armées modernes. Vladimir Kiriakovitch est né le 26 mars 1894 (selon le calendrier grégorien, correspondant au 14 mars selon le calendrier julien) dans le village de Magaradzhik, près de Kars (à l'époque dans l'Empire russe, aujourd'hui en Turquie). Ses parents sont des paysans grecs pontiques. Enfant, il a travaillé aux champs, puis à l'adolescence il rejoint le séminaire des enseignants transcaucasiens.
Il est enrôlé dans l'Armée impériale russe en février 1915 et envoyé comme soldat au front du Sud-Ouest (un front correspond à un groupe d'armées, celui-ci opérant en Ukraine occidentale). Il est ensuite sélectionné pour l'école des officiers de Moscou, d'où il sort diplômé le 8 novembre 1915. De retour sur le front comme enseigne (praporchtchik, équivalent à un aspirant), il sert au 6e régiment de fusiliers finlandais sous les ordres d'Alexander Svechin. Au début de 1917, Triandafillov a le grade de capitaine avec la fonction de commandant d'un bataillon. Après la révolution d'Octobre, il est élu commandant de son régiment, puis de la 7e armée (en décembre 1917).
Le 1er juin 1918, il entre dans l'Armée rouge des ouvriers et paysans ; dès le 1er août 1918, il est nommé commandant de compagnie, puis le 20 juin 1919 commandant de bataillon. Il participe aux combats dans l'Oural contre l'ataman Doutov, puis dans le Sud contre les généraux Denikine et Wrangel. Il est blessé au bras lors d'un combat contre les cosaques le 31 mai 1919 dans la région du Don. En mai 1919, Triandafillov rejoint le Parti communiste (bolchevik) de Russie. Le 17 septembre 1919, il est envoyé à l'Académie militaire de l'Armée rouge, d'où il sort pour des intermèdes de combats contre les blancs pendant lesquels il prend le commandement d'une brigade (fonction de kombrig) dans la région de la Volga, puis lors de la bataille de Perekop.
Une fois diplômé de l'Académie militaire le 3 août 1923, il est nommé à l'État-Major général de l'Armée rouge au moment où Mikhaïl Toukhatchevski en est le chef adjoint, prenant le poste de chef du département des opérations le 15 avril 1924 peu avant que Toukhatchevski devienne le chef de l'État-Major général. En 1928, il devient le chef d'État-Major adjoint. Le 19 novembre 1929, il prend le poste de commandant et de commissaire politique (c'est le commandement unique, la edinonachalié) du 2e corps de fusiliers (fonction de Komkor, équivalent de lieutenant-général). Le 15 octobre 1930, il devient chef d'État-Major général.
Vladimir Triandafillov meurt le 12 juillet 1931 vers 6 h 30 près de Moscou (à une quarantaine de kilomètres au sud-ouest, dans le raion Naro-Fominski) lors d'un accident d'avion ; ce dernier, un Tupolev ANT-9, volait à basse altitude dans le brouillard et a percuté les arbres. Les cendres du général Triandafillov sont placées dans la muraille du Kremlin auprès des autres généraux et maréchaux, avec les honneurs militaires.

## Théoricien visionnaire
Avec notamment Mikhaïl Toukhatchevski et Nikolai Varfolomeev (en), Triandafillov est un des principaux théoriciens militaires soviétiques. Il a contribué à inventer deux concepts, d'une part celui de l'art opératif, qui se situe entre le niveau de la tactique et celui de la stratégie, d'autre part celui des opérations en profondeur, menées par une ou plusieurs « armées de choc » (combinant des corps de fusiliers et des unités mécanisées), après la percée du front obtenue par une concentration d'artillerie et un assaut d'infanterie.
- (ru) Vladimir Triandafillov, « Взаимодействие между Западным и Юго-Западным фронтами во время летнего наступления Красной армии на Вислу в 1920 г. » [« Interaction entre les fronts Ouest et Sud-Ouest lors de l'offensive d'été de l'Armée rouge sur la Vistule en 1920 »], Война и революция [Guerre et révolution], no 2,‎ mars-avril 1925.
- (ru) Vladimir Triandafillov, Размах операций современных армий [« Portée des opérations des armées modernes »], Moscou,‎ 1926 (lire en ligne).
- (ru) « Перекопская операция Красной Армии [L'opération Perekop de l'Armée rouge] », dans Гражданская война 1918—1921 г. [« La guerre civile de 1918-1921 »], t. I, Moscou,‎ 1928.
- (ru) Vladimir Triandafillov, Основные вопросы тактики и оперативного искусства в связи с реконструкцией армии [« Questions fondamentales de tactique et d'art opérationnel en relation avec la reconstruction de l'armée »],‎ 1931.
- (ru) Vladimir Triandafillov, Характер операций современных армий [« Le caractère des opérations des armées modernes »], Moscou, Госвоениздат,‎ 1936 (réimpr. 1932 et 1937), 3e éd. (1re éd. 1929) (lire en ligne).
- (en) Vladimir Triandafillov (trad. William A. Burhans), The Nature of the Operations of Modern Armies, Routledge, coll. « Cass Series on the Soviet Study of War » (no 5), 1994, 182 p. (ISBN 0-7146-4118-9, présentation en ligne).
- Notices d'autorité :   - VIAF
  - ISNI
  - BnF (données)
  - IdRef
  - LCCN
  - GND
  - Pologne
  - Israël
  - Norvège
  - WorldCat